# Universidade Metodista de São Paulo
A Universidade Metodista de São Paulo (UMESP) é uma instituição privada de ensino superior brasileira localizada na cidade de São Bernardo do Campo, estado de São Paulo.
A UMESP teve início em 1938, com a implantação da faculdade de Teologia da Igreja Metodista em São Bernardo do Campo. Na época, a Igreja Metodista acabara de fundir dois centros de ensino teológico, localizados em Minas Gerais e no Rio Grande do Sul. Era de seu interesse que o curso superior recém-criado - o primeiro instalado no município de São Bernardo do Campo - estivesse presente numa região que se configurava como um dos principais centros das transformações sociais, políticas e econômicas do país. Em 1970, foi criado o Instituto Metodista de Ensino Superior, também conhecido como IMS.

## História
O compromisso da Igreja Metodista com Educação começa com a fundação da primeira instituição de ensino metodista, a Kingswood School, na Inglaterra, em 1748.
A história da Universidade Metodista de São Paulo no Brasil começa bem antes da criação do curso de teologia em São Bernardo do Campo. Começa com a fundação do Colégio Piracicabano, o primeiro colégio metodista do Brasil, em 1881, na cidade de Piracicaba, no interior de São Paulo.
Passados oitenta e três anos, em 1964 o Colégio Piracicabano passa a oferecer cursos de superiores de Administração, Ciências Contábeis e Economia, primeiramente reunidos como faculdades integradas. Com essa expansão, o Ministério da Educação reconhece a Universidade Metodista de Piracicaba, em 1975, como a primeira universidade metodista da América Latina.
Nessa época, a faculdade de Teologia queria fortalecer o compromisso da Igreja Metodista com a educação também na região metropolitana de São Paulo e criou, em 1970, o Instituto Metodista de Ensino Superior. Com a consolidação do projeto pedagógico e a excelência alcançada ao longo dos anos, o IMS passou a figurar entre as mais conceituadas instituições de ensino superior do país. Isso permitiu que, em 1997, conquistasse o status de universidade, ampliando o número de faculdades e cursos oferecidos.

### Crise
A partir de 2015, a Metodista começou a apresentar problemas de atraso de salário e FGTS aos seus docentes. Em dezembro de 2017, houve demissão de diversos professores e o fechamento de cursos. Em abril de 2021, as dívidas chegavam a R$ 500 milhões, e o grupo Educação Metodista, mantenedor da instituição, protocolou uma medida cautelar para proteção contra credores. Em dezembro de 2022, foi homologado o plano de recuperação judicial na Justiça do Rio Grande do Sul. Os cortes seguiram em 2023, com o fechamento de mais seis cursos de graduação e a demissão de 380 funcionários.
O campus Vergueiro teve suas atividades encerradas em 2021, quando a instituição anunciou a intenção de vender o imóvel para pagar parte das dívidas. Quase três anos depois, o prédio foi entregue à Prefeitura de São Bernardo do Campo para a criação de um Centro Municipal de Educação Integral, que foi entregue em 16 de dezembro de 2024.

## Esportes
Através da Associação Desportiva e Cultural Metodista, a Universidade Metodista de São Paulo mantém equipes em várias modalidades esportivas que são destaque nos torneios realizados no país. Em especial destacam-se:
- BMG/São Bernardo[12] - Equipe de voleibol participante da Superliga Feminina

- Metodista/São Bernardo - Equipes de handebol participantes da Liga Nacional de Handebol masculina e feminina

## Ex-alunos notáveis
- Kennedy Alencar (Jornalismo)[13]
- Celso Zucatelli (Jornalismo)[14]
- Reinaldo Azevedo (Jornalismo)[15]
- Paulo Vinicius Coelho (Jornalismo)[16]
- Dalton Vigh (Publicidade e Propaganda)[17]